# Zelinkovice
Zelinkovice – część miasta Frydek-Mistek w kraju morawsko-śląskim, w powiecie Frydek-Mistek w Czechach, w granicach historycznego regionu Moraw, w gminie katastralnej Lysůvky. Populacja w 2001 wynosiła 292 osoby, zaś w 2012 odnotowano 136 adresy. Przez dzielnicę przebiega autostrada nr . 